# شمجر
شمجر بن عناة (بالعبرية: שַׁמְגַּר) هو أحد الشخصيات المذكورة في سفر القضاة في الكتاب المقدس، ذكر شمجر أنه حارب الفلسطيين وضرب 600 واحد منهم بمنخاس بقر، ذكر في سفر القضاة أيضاً في ترنيمة دبورة بعد انتصارها على سيسرا عن كونه أحد القضاة ألذين حكموا بني إسرائيل.